# Cláudia Alencar
Claudia Gomes de Alencar (São Paulo, 12 de julho de 1950) é uma atriz, artista plástica e escritora brasileira.
Iniciou a carreira artística na TV Tupi e na Band, até ingressar na Rede Globo a partir de 1986, tornando-se conhecida por seus variados papéis em telenovelas, que a tornaram símbolo sexual entre as décadas de 80 e 90.

## Biografia
Bacharel licenciada em teatro pela Escola de Comunicações e Artes (ECA) da Universidade de São Paulo (USP), passou logo a lecionar artes cênicas, durante cinco anos, para o ensino fundamental, ao médio (Colégio Oswaldo Aranha e Instituto Alberto Conte) e universitário (Faculdade Alcântara Machado). Chegou a cursar ciências sociais, também na USP, mas parou após três anos. Em 1964, aos 14 anos, Cláudia venceu um concurso nacional de contos promovido pelo jornal Correio da Manhã. Concluiu créditos para doutorado na USP, mas deixou inacabada a tese. Em 1971 filiou-se à Aliança Libertadora Nacional (ALN), realizando peças teatrais contra a censura e denunciando as torturas feitas no regime militar. Em 1972, sob o governo do general Emílio Garrastazu Médici, foi presa enquanto lecionava no Colégio Oswaldo Aranha, e permaneceu 20 dias nas mãos da Operação Bandeirantes (OBAN), onde foi torturada com seus colegas de militância.

## Carreira
Estreou em 1975 em um teleteatro da TV Cultura. Desde então atuou em 23 peças de teatro como; Tartufo, de Molière, com Paulo Autran; Tiro ao Alvo, com Marco Nanini; A Partilha, de Miguel Falabella; Quase 84, de Fauzi Arap; O Momento de Mariana Martins, de Leilah Assumpção; Os Inconquistáveis, de Mario Vargas Llosa, entre outras. Atuou em 32 trabalhos para a televisão e 8 longas metragens. Em 1988, lançou seu primeiro livro: Maga Neón, pela Massao Ohno Editores. Ao todo, foram 32 trabalhos na televisão e oito filmes. Entretanto seu personagem mais marcante foi Laura, a mulher de branco, em Tieta (1989), de Aguinaldo Silva, com quem viria a repetir outros trabalhos na Tv. Em 2003, lançou sua coleção de joias A Poesia É de Ouro, em parceria com a joalheira Lea Nigri. Em 2005, assinou contrato com a Rede Record de Televisão e fez três novelas pela emissora.
Tem cinco livros publicados: dois de pesquisas teatrais e três de poesia, um deles ilustrado: Sutil Felicidade tem 11 aquarelas e pastéis de sua autoria. Ao longo da carreira recebeu seis prêmios por suas atuações na televisão, por exemplo, o Prêmio Qualidade, por sua atuação em Esplendor (2000). No teatro mereceu o Prêmio Governador do Estado de São Paulo.

## Filmografia

### Televisão
| Ano  | Título                        | Personagem                         | Notas                                     | Emissora          |
| ---- | ----------------------------- | ---------------------------------- | ----------------------------------------- | ----------------- |
| 1976 | Canção para Isabel            | Beatriz Matoso (Bia)               |                                           | Rede Tupi         |
| 1978 | Salário Mínimo                | Isabel                             |                                           | Rede Tupi         |
| 1979 | Gaivotas                      | Denise                             |                                           | Rede Tupi         |
| 1980 | Drácula, Uma História de Amor | Alcina Veloso                      |                                           | Rede Tupi         |
| 1980 | Um Homem Muito Especial       | Alcina Veloso                      |                                           | Rede Bandeirantes |
| 1981 | Dona Santa                    | Dileta                             |                                           | Rede Bandeirantes |
| 1981 | Os Imigrantes                 | Teresa Monterrey                   |                                           | Rede Bandeirantes |
| 1982 | Renúncia                      | Lisete                             |                                           | Rede Bandeirantes |
| 1983 | Sabor de Mel                  | Teresa                             |                                           | Rede Bandeirantes |
| 1983 | Campeão                       | Berenice Sampaio (Berê)            |                                           | Rede Bandeirantes |
| 1984 | Meus Filhos, Minha Vida       | Zilda                              |                                           | SBT               |
| 1984 | Padre Cícero                  | Lígia                              |                                           | Rede Globo        |
| 1986 | Roda de Fogo                  | Patativa                           |                                           | Rede Globo        |
| 1989 | Tieta                         | Laura / Mulher de branco           |                                           | Rede Globo        |
| 1990 | Fronteiras do Desconhecido    | Raquel                             | Episódio: "A Matéria dos Sonhos"          | Rede Manchete     |
| 1993 | Fera Ferida                   | Perla Menescau                     |                                           | Rede Globo        |
| 1995 | Cara e Coroa                  | Martina Brandão                    |                                           | Rede Globo        |
| 1996 | Anjo de Mim                   | Divina                             |                                           | Rede Globo        |
| 1998 | Hilda Furacão                 | Divinéia                           |                                           | Rede Globo        |
| 1998 | Você Decide                   | Maria Marta                        | Episódio: "Seios Que Toquei"              | Rede Globo        |
| 1999 | Malhação                      | Inês                               | Temporada 5                               | Rede Globo        |
| 1999 | O Belo e as Feras             | Lúcia                              | Episódio: "Uma É Pouco, Duas É... Demais" | Rede Globo        |
| 1999 | Você Decide                   | Vera                               | Episódio: "Juízo Final"                   | Rede Globo        |
| 1999 | Você Decide                   | Alicinha                           | Episódio: "Gol de Placa"                  | Rede Globo        |
| 2000 | Esplendor                     | Laura Bernardes                    |                                           | Rede Globo        |
| 2001 | Porto dos Milagres            | Epifânia Pereira                   |                                           | Rede Globo        |
| 2002 | O Quinto dos Infernos         | Amapola                            | Episódio: "8 de janeiro"                  | Rede Globo        |
| 2003 | Kubanacan                     | Natasha                            | Participação                              | Rede Globo        |
| 2004 | Sob Nova Direção              | Ilza Sarmento                      | Episódio: "Seu Filho, Meu Tesouro"        | Rede Globo        |
| 2005 | Prova de Amor                 | Teresa Avelar                      |                                           | Rede Record       |
| 2006 | Alta Estação                  | Laila Viana (Lalá)                 |                                           | Rede Record       |
| 2008 | Os Mutantes                   | Sandra Gisa de Albuquerque Andrade |                                           | Rede Record       |
| 2011 | Vidas em Jogo                 | Adalgisa Figueira de Andrade       |                                           | Rede Record       |
| 2013 | Beleza S/A                    | Lenira                             |                                           | GNT               |
| 2015 | Felizes para Sempre?          | Alice                              | Episódio: "Adianta Negar?"                | Rede Globo        |
| 2017 | Rock Story                    | Tetê Lima                          | Episódios: "9–18 de março"                | Rede Globo        |

### Cinema
| Ano  | Título                         | Papel              | Nota(s) |
| ---- | ------------------------------ | ------------------ | ------- |
| 1979 | Uma Estranha História de Amor  | Beatriz            |         |
| 1982 | Doce Delírio                   | Eva                |         |
| 1983 | A Freira e a Tortura           | Esposa do Delegado |         |
| 1984 | Shock: Diversão Diabólica      | Eni                |         |
| 1989 | Atração Satânica               | Susan              |         |
| 1991 | Inspetor Faustão e o Mallandro | Sandrona           |         |
| 2001 | Xuxa e os Duendes              | Jéssica            |         |
| 2005 | Por 30 Dinheiros               | Anita/Madalena     |         |
| 2013 | Réquiem para Laura Martin      | Raquel             |         |
| 2016 | Um Suburbano Sortudo           | Narcisa            |         |
| 2018 | Talvez uma História de Amor    | Bianca             | [ 6 ]   |
| 2020 | 30 Anos Blues                  | —                  |         |
| 2024 | Caindo na Real                 | Rainha Silvia      |         |

## Teatro
| Ano  | Título da Obra                       |
| ---- | ------------------------------------ |
| 1976 | Clotilde com Brisa, Vento e Cerração |
| 1977 | Tide Moreyra e Sua Bandeja de Najas  |
| 1979 | Tiro ao Alvo                         |
| 1980 | A Nonna                              |
| 1984 | Boca Molhada de Paixão Calada        |
| 1985 | Feliz Páscoa                         |
| 1985 | Tartufo                              |
| 1987 | O Amante Descartável                 |

## Prêmios e indicações
| Ano  | Prêmio                                    | Categoria              | Nomeação                  | Resultado |
| ---- | ----------------------------------------- | ---------------------- | ------------------------- | --------- |
| 1984 | Prêmio Governador do Estado               | Melhor Atriz           | Quase 84                  | Venceu    |
| 1996 | Prêmio Qualidade                          | Televisão              | Anjo de Mim               | Venceu    |
| 1997 | Troféu Super Cap de Ouro                  | Melhor Atriz           | Anjo de Mim               | Venceu    |
| 2003 | Prêmio Dia Internacional da Mulher        | Contribuição Artística | Homenagem                 | Venceu    |
| 2011 | Festival Nacional de Cinema de Petrópolis | Melhor Atriz           | Réquiem para Laura Martin | Venceu    |
| 2011 | Grande Prêmio do Cinema Brasileiro        | Melhor Atriz           | Réquiem para Laura Martin | Indicada  |
| 2012 | Troféu Top Brasil                         | Conjunto da Obra       | Homenagem                 | Venceu    |